# Bataille de Tamames
Guerre d'Espagne
Batailles
- Uclès
- Yevenes
- Ciudad Real (es)
- Miajadas
- Medellín
- Alcantara
- Talavera
- Arzobispo
- Almonacid
- Baños
- Tamames
- Hostalrich
- Ocaña
- Alba de Tormes
- Cadix
- Valverde

La bataille de Tamames se déroule le 18 octobre 1809 pendant la guerre d'Espagne près de Tamames. Le 6e corps français commandé provisoirement par le général Marchand y est battu par une armée espagnole commandée par le duc del Parque.

## Contexte
Après l'échec de l'expédition de Soult au Portugal au printemps 1809, le 2e et le 6e corps opèrent en Galice. Les rapports entre les commandants des deux corps, les maréchaux Soult et Ney, se dégradent de plus en plus. Le 2e corps évacue rapidement la Galice, suivi par le 6e qui se porte vers Salamanque. En septembre, le maréchal Soult est nommé major-général des troupes françaises en Espagne et le maréchal Ney est renvoyé en France auprès de l'empereur Napoléon. Le commandement du 6e corps est confié provisoirement à l'un de ses divisionnaires, le général Marchand.
Début octobre, les Espagnols lancent une offensive pour reprendre Madrid. Tandis que l'armée principale, aux ordres de Juan Carlos de Aréizaga marche sur la capitale, une armée secondaire commandée par le duc del Parque est chargée de couper la retraite à l'armée française et se dirige vers Salamanque. Le 6e corps, fort de 11 000 hommes marche à la rencontre de l'armée du duc del Parque, forte de 20 000 fantassins, 1 400 cavaliers et 30 canons, qui se retranche dans le village de Tamames.

## Déroulement
Le 18 octobre au matin, le 6e corps arrive en vue de Tamames, située sur un plateau. Le général Marchand concentre la majorité de son corps à gauche de son dispositif, là où la pente est la plus forte et où les broussailles sont les plus denses. Il déploie la brigade Maucune et la cavalerie légère à sa droite.
Profitant du terrain favorable et rapidement à l'abri des tirs espagnols, la droite française avance vivement et enlève 10 canons, tandis que la gauche ne peut progresser. Assez vite, elle doit même reculer car le feu a pris aux broussailles. Le général Marchand ordonne alors une retraite générale. Cependant, les voltigeurs de la brigade Maucune ne reçoivent pas l'ordre de retraite et continuent à avancer jusqu'à donner dans le gros des Espagnols ; très avancés par rapport au gros du 6e corps en retraite, les voltigeurs se replient précipitamment sous la protection du 3e régiment de hussards, du 15e régiment de chasseurs à cheval et du 3e bataillon du 69e de ligne.

## Conséquences
Le 6e corps compte un peu moins de 1 400 morts et blessés, tandis que les espagnols déplorent 713 morts et blessés et la perte d'un canon.
Battu, le 6e corps évacue Salamanque et se replie sur Toro. Le roi Joseph décide de retirer son commandement au général Marchand.
Après sa victoire, l'armée du duc del Parque descend le col de Banos pour rejoindre l'armée du duc d'Albuquerque sur le Tage. Elle est rattrapée par le 6e corps passé sous les ordres du général Kellermann à Alba de Tormes et écrasée par la cavalerie française dans la bataille qui s'ensuit.